# ルイス郡区 (ペンシルベニア州ノーサンバーランド郡)

州内のノーサンバーランド郡の位置。

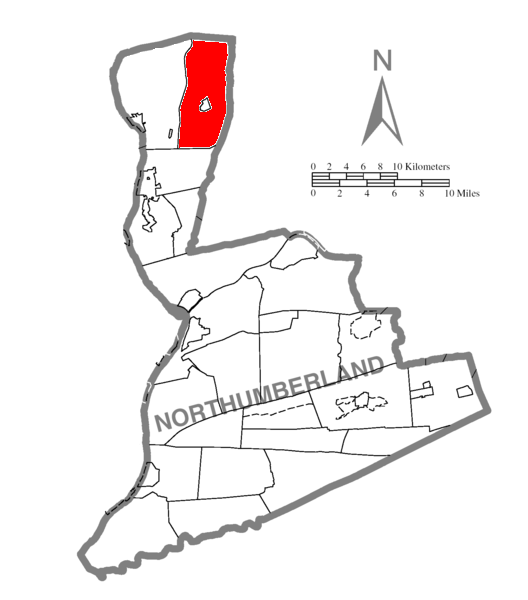
郡内のルイス郡区の位置。

ルイス郡区（Lewis Township）は、アメリカ合衆国ペンシルベニア州ノーサンバーランド郡にある郡区である。2000年現在の人口は1,862人。

## 地理
アメリカ国勢調査局によると、ルイス郡区の総面積は68.3km2で、すべて陸地である。

## 人口
2000年の国勢調査によると、ルイス郡区の人口は1,862人であり、636世帯、550家族が居住している。人口密度は 1平方キロメートルあたり27.3人である。663軒の家があり、1平方キロメートルあたり9.7軒の家が建っている。町の人種構成は、99.36%が白人、0.16%が黒人ないしアフリカ系アメリカ人、0.05%がアメリカ先住民、0.16%がアジア人、0.00%が太平洋諸島系、0.05%がその他の人種であり、0.21%は混血である。人口の0.21%はラテン系である。
全世帯の36.6%には18歳未満の子供が同居しており、79.1%は夫婦で一緒に生活している。3.6%は夫のいない女性が世帯主であり、13.4%は独身である。全世帯の11.6%は一人暮らしであり、6.0%が65歳以上である。平均世帯人数は2.89人、平均家族人数は3.11人である。
ルイス郡区の人口は、25.7%が18歳未満、18歳以上24歳以下が7.9%、25歳以上44歳以下が26.0%、45歳以上64歳以下が28.3%、65歳以上が12.0%である。年齢の中央値は39歳である。女性100人に対して男性は103.9人であり、18歳以上の100人の女性に対して男性は101.0人である。
町の1世帯あたりの平均収入は41,406ドルであり、1家族あたりの平均収入は44,922ドルである。男性の平均収入が32,101ドルに対し、女性の平均収入は21,767ドルである。1人あたりの収入は16,876ドルである。人口の7.6%（全家族の3.9%）が極貧層である。18歳以下の住民の14.4%、65歳以上の住民の5.6%は貧しい生活を送っている。